# Ecopsicologia
L'ecopsicologia nasce in California all'inizio degli anni novanta a partire dalla constatazione di una correlazione esistente tra il crescente disagio esistenziale, individuale e sociale, e
l'aumento del degrado ambientale, parallelo al rapido processo di urbanizzazione che ha cambiato radicalmente stili di vita e abitudini di una grande parte della popolazione mondiale.
La perdita di connessione con l'ambiente naturale viene considerata come una rilevante causa di malessere psichico e l'impegno dell'ecopsicologia diventa quello di favorire la riconnessione con quanto dimenticato, o rimosso dalla modernizzazione, per integrare l'eredità del passato con i traguardi presenti e le sfide future.
La prima applicazione pratica dell'ecopsicologia è in ambito psicologico, con l'utilizzo di un contatto diretto con la natura per la scarica di tensioni, il rilassamento, l'introspezione. Ma assume presto una connotazione più ampia proponendosi come sostegno all'educazione ambientale e all'ambientalismo per stimolare sensibilità ecologica attraverso un coinvolgimento sul piano emotivo:
L'ecopsicologia è complementare alla psicologia ambientale che indaga gli aspetti cognitivi attraverso i quali vengono percepiti i diversi ambienti e studia il tipo di relazione ambiente esterno, la sua rappresentazione interiore e il comportamento che ne deriva. È a partire dalle conclusioni raggiunte da questi studi che l'ecopsicologia interviene con proposte terapeutiche ed educative volte a favorire la riconnessione tra uomo e ambiente.
L'ecopsicologia diventa una disciplina trasversale in cui interagiscono due professionalità apparentemente distanti, come la psicologia e l'ecologia, con beneficio di entrambe: il contatto con la natura favorisce il benessere psicologico e una maggior attenzione alla propria interiorità, a sua volta, permette di mettere in luce l'innato senso di appartenenza alla dimensione naturale, generando così a livello individuale il desiderio e il piacere di avere cura dell'ambiente e su un piano sociale la spinta verso una politica di sviluppo sostenibile.
Oltre a essere una disciplina pratica, l'ecopsicologia ha una forte componente antropologica e filosofica. A partire dallo studio comparato di culture passate e presenti, mette in luce, in ogni diversa società, i parallelismi tra la qualità di relazione con la natura e i valori sociali messi in atto. Dalle culture native l'ecopsicologia recupera una visione unitaria dell'uomo e del suo ambiente e si fa promotrice di un cambiamento paradigmatico mettendo in discussione la visione antropocentrica a favore di una visione ecocentrica in cui l'attività umana si inserisce nel contesto ecosistemico. L'ecopsicologia promuove una grande fiducia nelle potenzialità ecosostenibili della tecnologia, è post-industriale, non anti-industriale, nel suo orientamento sociale.

## La storia
Il termine "Ecopsicologia” nasce nel 1989, con l'obiettivo di unificare con un unico termine diversi filoni di lavoro già esistenti, ognuno con diverso nome: psicologia verde, ecologia transpersonale, ecoterapia, ecc.. Un gruppo di accademici di Berkeley – Elan Shapiro, Alan Kanner, Mary Gomes e Robert Greenway – creano un gruppo di studio per discutere del contributo che la psicologia può dare a una diversa gestione della contemporanea crisi ecologica.
Ne entra a far parte anche Theodore Roszak, storico della cultura e docente universitario della California State University di Hayward, che ne favorisca la divulgazione attraverso due testi: The voice of the Earth, nel 1992, e la raccolta di saggi Ecopsychology, pubblicata dal "Sierra Club", nel 1995, che presenta l'ecopsicologia al grande pubblico.
Nel 1993 ha luogo la prima conferenza di ecopsicologia all’Esalen Institute; poi, nel 1994, nasce l’Ecopsychology Institute presso la California State University. Nel 1996, Fritjof Capra cita Roszak e l'ecopsicologia nel suo libro "La rete della vita", tradotto in diverse lingue, favorendone così la diffusione internazionale.
Attualmente l'ecopsicologia si colloca nel panorama internazionale come movimento spontaneo a cui aderiscono psicoterapeuti, psicologi, counselor ed educatori sensibili alla tematica. Dalla California si è diffusa prima di tutto negli Stati Uniti e nel Canada; in Europa si sta diffondendo in Gran Bretagna, Italia, Spagna, Grecia, Belgio e Ungheria; in Sudamerica ci sono centri e gruppi di studio in Uruguay, Messico, Cile, Argentina, Costa Rica e Brasile; è presente anche in Sud Africa e in Australia.
Viene insegnata in alcune università anglosassoni: al Naropa University; alla Acamai University, Hawaii, (Usa), nell'ambito delle scienze ambientali; al Prescott College, Prescott, Arizona, USA, come B.A.; alla Lewis & Clark College, Graduate School of Education and Counseling, in Portland, Oregon; alla Friday Harbor, WA (Usa), come corso via e-mail di Ecopsicologia applicata. In Europa, la University of Strathclyde, in Scozia, offre un corso di ecopsicologia nell'ambito delle Facoltà di geografia e sociologia. E, in Italia, l'Università della Valle d'Aosta, propone un corso di Ecopsicologia tra i corsi opzionali del Corso di laurea in Scienze e Tecniche Psicologiche, per studenti del secondo e terzo anno.

## I fondamenti teorici
Nell'ecopsicologia confluiscono elementi dell'Ecologia profonda del filosofo norvegese Arne Næss, della teoria dell'inconscio collettivo di Carl Gustav Jung, della visione umanistica e propositiva dell'essere umano diffusa da Abraham Maslow e Carl Rogers, della dimensione transpersonale in psicologia di Ken Wilber, della trasformazione paradigmatica in atto nel mondo della scienza a partire da una visione sistemica della realtà.
La psicologia ambientale rappresenta sicuramente l'antecedente dell'ecopsicologia, avendo posto per la prima volta la problematica ambientale in termini sistemici, includendo il fattore umano nello studio dei processi della biosfera.
L'integrazione con la psicologia umanistica e transpersonale, a cui l'ecopsicologia viene spesso affiancata, ha permesso alle considerazioni più accademiche di trasformarsi in pratica operativa in ambito formativo e terapeutico, ampliando il concetto di setting e il raggio di azione nel processo di crescita personale.
Altri contributi degni di nota sono la "Teoria di Gaia" (prima conosciuta come "Ipotesi Gaia"), dello scienziato inglese James Lovelock, secondo la quale gli organismi viventi non si limitano ad adattarsi all'ambiente ma partecipano attivamente alla sua organizzazione; il concetto di "cittadinanza terrestre" del sociologo francese Edgar Morin, che considera lo sviluppo dei mezzi di comunicazione e di trasporto come fattori scatenanti di un ampliamento dal senso di identità nazionale a uno planetario; l'espressione intelligenza ecologica recentemente coniata dallo psicologo Daniel Goleman per definire l'emergente capacità umana di cogliere le interconnessioni e pensare per processi.

## Le applicazioni pratiche
La pratica dell'ecopsicologia non è legata a tecniche specifiche, ma alla capacità di creare percorsi che permettano di far sperimentare, a individui e gruppi, un più profondo senso di connessione con la dimensione naturale e di integrità personale.
Attualmente i campi di applicazione dell'ecopsicologia sono tre:
- in ambito psicologico, per facilitare il processo di crescita personale e la scoperta di parti dimenticate di sé, più facilmente ascoltate in contesti diversi da quelli urbanizzati: nel silenzio dei boschi e nella vitalità degli elementi naturali;
- in ambito educativo, per vivificare l'educazione ambientale coinvolgendo la dimensione sensoriale, emotiva e immaginativa del bambino, che impara a conoscere il suo mondo interiore mentre si affaccia a quello esteriore;
- in ambito organizzativo, per attivare nei gruppi relazioni di qualità, collaborazione, risposte creative al cambiamento, valorizzazione delle singole parti per l'evoluzione dell'insieme. In ambito aziendale si traduce in un allenamento alla gestione consapevole delle dinamiche relazionali e alla promozione di strategie di collaborazione e co-creazione.